# Bullangas

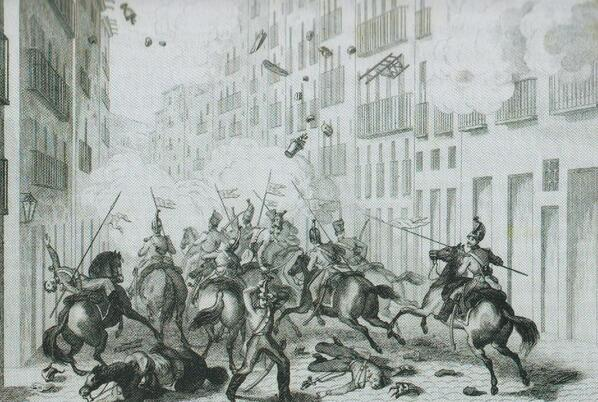
Revuelta contra Espartero (1842).

Las bullangas fueron una serie de revueltas populares de signo liberal acontecidas en Barcelona entre 1835 y 1843. Algunas de ellas, especialmente la de 1835, se produjeron también en otros lugares de Cataluña.

## Antecedentes

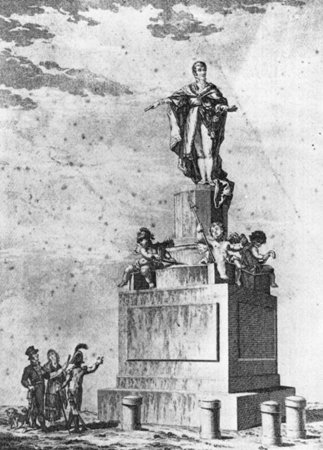
Monumento a Fernando VII, destruido en la bullanga de 1835.

En el ámbito de la ocupación napoleónica durante la Guerra de Independencia Española, en 1810 se reunieron las Cortes de Cádiz, que redactaron la primera constitución española (1812). La Pepa, como era conocida popularmente, supuso la modernización de las estructuras del estado, dando fin al Antiguo Régimen e instaurando un sistema de representación popular por sufragio universal. Sin embargo, las expectativas creadas por la nueva constitución se vieron frustradas, ya que, tras la derrota de las tropas francesas, el reinado de Fernando VII supuso la reinstauración del absolutismo.
Pese a todo, el ideario liberal caló hondo en la población y, desde entonces, Barcelona fue un importante centro difusor del liberalismo. En 1817, el general Lacy protagonizó una fracasada sublevación que le costó la vida. Pero, en 1820, el pronunciamiento de Rafael del Riego tuvo su reflejo en la Ciudad Condal, y una revuelta popular en el Pla de Palau obligó al general Castaños a proclamar la Constitución. Se inició entonces el Trienio Liberal (1820-1823), que comportó considerables avances sociales para la ciudad.
Sin embargo, en 1823, con ayuda francesa (los Cien Mil Hijos de San Luis), el rey retornó de nuevo al absolutismo. Barcelona fue ocupada por tropas francesas, que se acuartelaron en la ciudad durante cuatro años. Paradójicamente, ello supuso un cierto bienestar para la sociedad, porque en el resto del país las revanchas contra los sectores liberales fueron cruentas. Pero, en 1827, tras la retirada de los franceses, fue nombrado capitán general de Cataluña el conde de España, quien inició una brutal represión contra los liberales, con cientos de ejecuciones y miles de encarcelamientos, generalmente sin juicio ni pruebas.
La Década Ominosa (1823-1833) evidenció pese a todo lo caduco de un sistema superado por nuevos factores sociales como el auge de la burguesía y el inicio de la era industrial, que sucedía al sistema preferentemente agrario en que se basaba el Antiguo Régimen. Finalmente, el advenimiento de Isabel II, apoyada por los sectores liberales frente a los más conservadores de la facción carlista que se opuso a su entronización, favoreció el avance social y la democratización del sistema político.

## Los tumultos

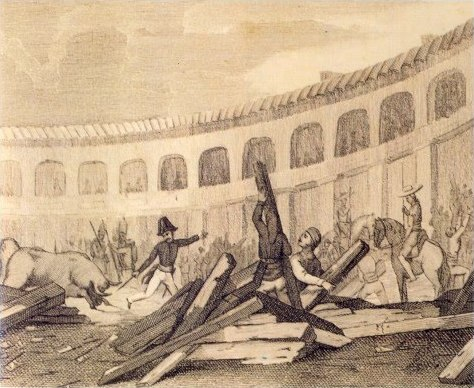
Bullanga de 1835.

Pese al signo liberal del reinado de Isabel II, las disputas entre los sectores moderados y progresistas dentro del partido liberal provocaron diversos enfrentamientos. En Barcelona, este clima de tensión produjo numerosos disturbios, que fueron bautizados como bullangues, la mayoría de las cuales se solían traducir en una abierta hostilidad hacia la nobleza y el clero, los sectores más conservadores de la sociedad. Estos disturbios se dieron en dos períodos: entre 1835 y 1837 tenían un carácter marcadamente antiabsolutista, e iban dirigidos contra los considerados culpables de los males que les acuciaban; entre 1840 y 1843 estuvieron marcados por la posguerra carlista, y se enmarcaron en las pugnas entre las diversas facciones liberales, lo que les dio un carácter más insurreccional.

### Primera fase: 1835-1837

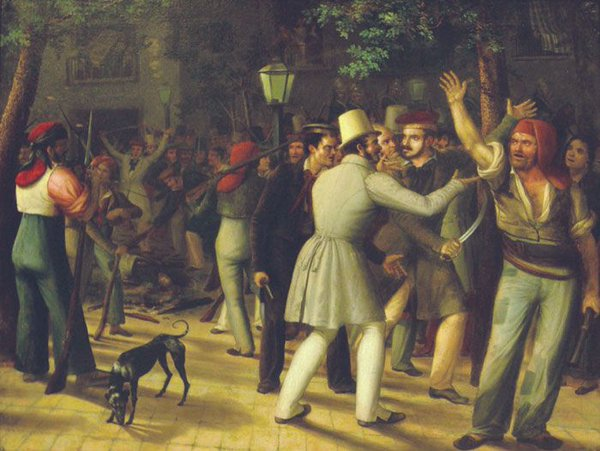
Acción del populacho barcelonés (1835), de Antonio Ferrán, Museo de Historia de Barcelona.

La primera bullanga se produjo en 1835, cuando llegó a la ciudad la noticia de que cinco militares habían sido ejecutados por los carlistas cerca de Reus, y la subsiguiente reacción en dicha población concretada en unos disturbios contra el clero, considerado cómplice de los carlistas. En ese ambiente, el 26 de julio, un simple pretexto como la mala calidad de los toros de una corrida en la plaza de toros de la Barceloneta enardeció a la población, e inició unos disturbios que se tradujeron en la quema de varios conventos (Santa Catalina, San José, San Francisco, San Agustín, los Trinitarios y el Carmen), y dejaron un saldo de dieciséis eclesiásticos muertos.

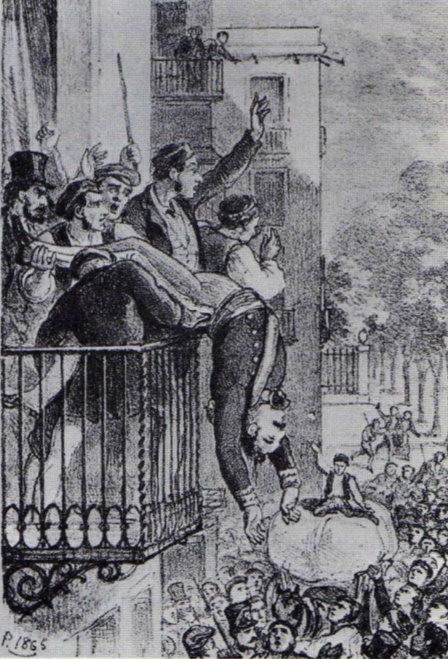
Asesinato del general Bassa.

Unos días más tarde, el 5 de agosto, el anuncio de la llegada a la ciudad del capitán general, Manuel Llauder, que se hallaba ausente el día de la revuelta, y el miedo a la represión de los militares, llevaron a la multitud a rebelarse de nuevo. En el transcurso de la agitación fue identificado entre la multitud el general Pere Nolasc de Bassa, que fue asesinado, y su cuerpo arrastrado por la ciudad y posteriormente quemado. Además, los amotinados derribaron la estatua de Fernando VII y asaltaron diversos edificios, como el Tribunal de Rentas, la Aduana y la Corporación de San Telmo, así como la fábrica El Vapor, un acto de ludismo que reflejaba la creciente animadversión entre la clase obrera y la burguesía.
La agitación popular fue controlada por los propios sectores liberales, temerosos de un incremento incontrolado de la violencia. Pocos días después fueron ejecutadas seis personas por los actos de vandalismo. Se creó entonces una Junta de Autoridades formada por representantes de todos los estamentos y entidades de la ciudad. El 10 de agosto esta dio paso a la Junta Auxiliar Consultiva, en paralelo a la formación de un nuevo gobierno estatal presidido por Mendizábal. El 9 de septiembre se disolvió la Junta y se convocaron elecciones municipales, al tiempo que era nombrado nuevo capitán general Francisco Espoz y Mina.

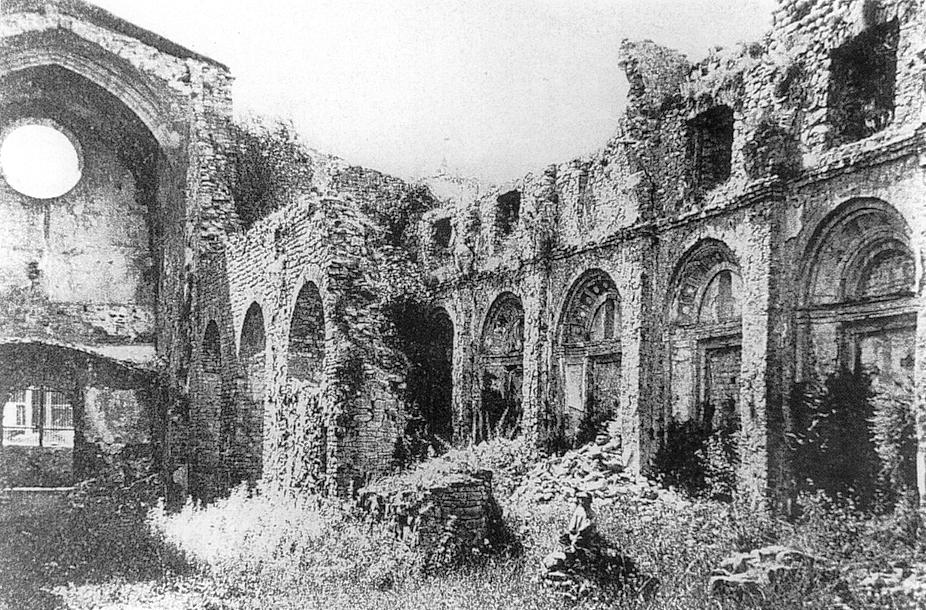
El monasterio de Santa María de Ripoll tras la bullanga de 1835.

La revuelta de 1835 se dio también en otras poblaciones de Cataluña, como Tarragona, Sabadell, Mataró, Ripoll, Sant Cugat del Vallés, Arenys de Mar, Villafranca del Panadés, Vilaseca y los monasterios de Montserrat, Poblet y Santes Creus. En total, fueron asesinados en Cataluña 67 eclesiásticos.
La segunda bullanga se produjo en 1836: las noticias llegadas a la ciudad de los excesos cometidos por los carlistas (asesinato de 33 prisioneros liberales en Sant Llorenç de Morunys) condujeron a la multitud a asaltar la cárcel de la Ciudadela (4 de enero) y matar a entre 100 y 150 prisioneros de guerra carlistas. Al día siguiente, algunos rebeldes y miembros de la Milicia Nacional proclamaron desde el palacio de la Lonja la Constitución de 1812, pero fueron disueltos por el ejército, con el resultado de veintiún bullangosos deportados.

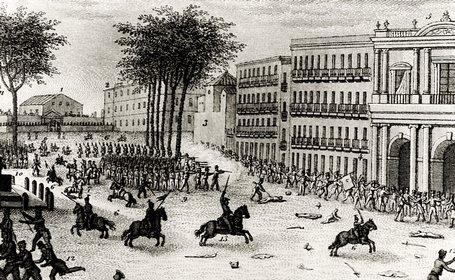
Bullanga de 1837.

La tercera bullanga se dio el 13 de enero de 1837, cuando algunos batallones de la Milicia Nacional se sublevaron de nuevo a favor de la Constitución de 1812. La insurrección fue sofocada por otros cuerpos de la misma Milicia, que tomó el control de la ciudad y favoreció la llegada al poder municipal del sector moderado, que se vio apoyado por el nuevo capitán general, el barón Ramón de Meer y Kindelán. Los moderados expurgaron la Milicia Nacional, implantaron el estado de sitio, desarticularon al partido progresista y prohibieron la prensa radical. Todo ello provocó un nuevo estallido social el 4 de mayo, en que sectores progresistas ocuparon la plaza de San Jaime y se enfrentaron al ejército. Una junta presidida por el dirigente radical Ramon Xaudaró negoció la paz con las autoridades, pero, tras deponer las armas, los moderados iniciaron una dura represión que se saldó con diversas detenciones y deportaciones, así como la ejecución del propio Xaudaró.

### Segunda fase: 1840-1843

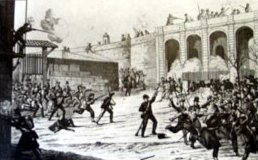
Revuelta contra Espartero.

La segunda fase se vivió en el contexto de la posguerra carlista, en el que el sector progresista llegó al poder de la mano del general Baldomero Espartero, quien relegó al exilio a la regente María Cristina, madre de Isabel II. Ello comportó una insurrección moderada en Pamplona el 27 de septiembre de 1841, que se reflejó en la Ciudad Condal en la creación de una Junta de Vigilancia formada por el Ayuntamiento, la Diputación y la Milicia Nacional, en defensa del gobierno progresista. Esta Junta empezó a actuar de forma autónoma a las autoridades centrales y, entre otras cosas, dictaminó el derribo de la fortaleza de la Ciudadela. Por ello, el capitán general, Antonio Van Halen, disolvió la Junta, proclamó el estado de sitio y desarmó a la Milicia.

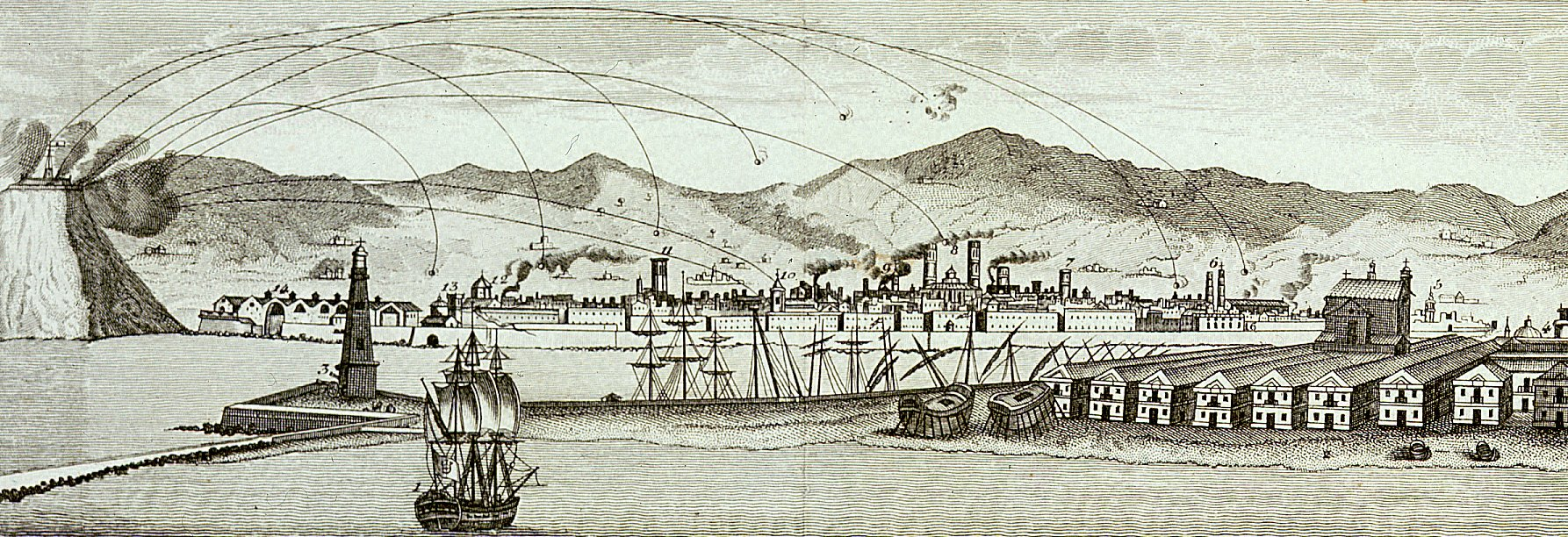
Bombardeo desde el castillo de Montjuïc el 3 de diciembre de 1842.

En ese ambiente, en 1842 los sectores más progresistas de la ciudad empezaron a mostrar una cada vez mayor hostilidad hacia el nuevo régimen. El 13 de noviembre, un pequeño incidente en el fielato de Portal del Ángel provocó la intervención del ejército, que ocupó la plaza de San Jaime. Se inició entonces una reacción popular que obligó al ejército a salir de la ciudad. Se creó una Junta Popular Directiva, que fue sustituida poco después por una Junta Auxiliar Consultiva. Se pedía la dimisión de Espartero, la convocatoria de Cortes Constituyentes y la defensa del proteccionismo. Barcelona fue sitiada por el ejército, que se negó a cualquier negociación y, tras la llegada de Espartero a la ciudad, este ordenó el bombardeo desde el castillo de Montjuïc (3 y 4 de diciembre de 1842), que duró doce horas y destruyó 462 casas. Le siguió una dura represión, que incluyó el desarme de la Milicia Nacional, una multa de doce millones de reales, la obligación de reconstruir la Ciudadela y la prohibición de cualquier periódico excepto el Diario de Barcelona.

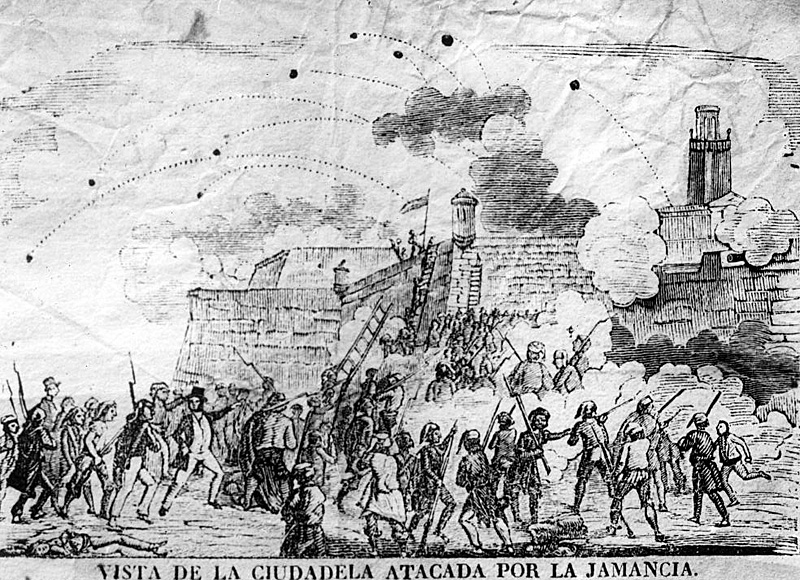
La Ciudadela atacada por la Jamancia.

La última bullanga se produjo en 1843, en el contexto de la caída y exilio de Espartero, sustituido por el progresista radical Joaquín María López. Se formó en la ciudad una Junta Suprema (junio-agosto), que defendía un proyecto descentralizador y democratizador, cercano al republicanismo. En agosto se iniciaron los disturbios, que desembocaron el 2 de septiembre en una revuelta conocida como la Jamancia, un proceso ya plenamente revolucionario que se concretó en la creación de otra Junta Suprema, presidida por Rafael Degollada. El ejército abandonó la ciudad, manteniendo solo los baluartes de Montjuïc y la Ciudadela. Barcelona fue asediada durante tres meses por los generales Prim y Milans del Bosch, quienes bombardearon la ciudad hasta que se rindió la Junta que había tomado el poder, el 20 de noviembre. Los bombardeos dejaron un saldo de 335 muertos, además de numerosos daños materiales. La Milicia Nacional fue disuelta, el Ayuntamiento fue ocupado por los moderados y se deshizo el movimiento progresista y republicano en la ciudad.